# Eleccions legislatives albaneses de 1991
Les eleccions legislatives albaneses de 1991 se celebraren el 31 de març de 1991 per a escollir els 250 diputats de l'Assemblea de la República d'Albània en les primeres eleccions lliures des de 1923. El Partit del Treball d'Albània, liderat pel comunista renovador Fatos Nano, va guanyar les eleccions i fou nomenat primer ministre d'Albània. Tanmateix, la forta oposició popular i la incapacitat del govern per a dur a forma les reformes econòmiques necessàries provocà la convocatòria d'eleccions al cap d'un any.

## Resultats
Resultats de les eleccions a l'Assemblea de la República d'Albània de 29 de març de 1991.
| Partit del Treball d'Albània (Partia e Punës e Shqipërisë)       |           | 56,17 | 169 |
| Partit Democràtic d'Albània (Partia Demokratike e Shqipërisë)    |           | 38,71 | 75  |
| Omonoia                                                          |           | 5,0   | 5   |
| Comitè de Veterans                                               |           | ?     | 1   |
| Total (participació 98,92%)                                      | 1.953.568 | 100%  | 140 |
| Font: Eleccions parlamentàries a Albània, Kuvendi Popullor, 1991 |           |       |     |